# Pizolada delle Dolomiti
Die Pizolada delle Dolomiti, kurz La Pizolada, ist ein seit 1973 jährlich stattfindender italienischer Wettbewerb im Skibergsteigen, ausgetragen im Fassatal des Passo San Pellegrino oberhalb von Moena. Die Pizolada zählt zu den bedeutenden Wettkämpfen dieser Sportart, die in Italien ausgetragen werden. Der Name kommt vom ladinischen Ausdruck „se pizolar“ und bedeutet in etwa „sich sanft auf Skiern/auf dem Schlitten über den weichen Schnee gleiten lassen“.
Zurückzulegen ist von den Teilnehmern eine Strecke von rund 18 Kilometern bei einer Höhendifferenz von 1.850 Metern. Zusätzlich wird eine Zehn-Kilometer-Strecke für weniger Geübte angeboten.